# Robert McNaught
Robert H. McNaught (ur. 1956) – australijski astronom. Pracownik naukowy Australian National University. Współpracuje z brytyjskim astronomem Davidem Asherem z obserwatorium w Armagh, uczestniczy w programie Siding Spring Survey.
Specjalizuje się w odkrywaniu planetoid, których odkrył 492 (474 samodzielnie oraz 18 wspólnie z innymi astronomami). W uznaniu jego zasług jedną z planetoid nazwano (3173) McNaught. Planetoidę (4679) Sybil nazwał na cześć swojej matki Sybil McNaught.
Jest również odkrywcą i współodkrywcą wielu komet.

## Odkrycia komet
McNaught odkrył następujące komety długookresowe bądź nieokresowe:

- C/1987 U3 (McNaught) (a.k.a. 1987 XXXII, 1987b1)
- C/2005 E2 (McNaught)
- C/2005 L2 (McNaught)
- C/2005 L3 (McNaught)
- C/2005 S4 (McNaught)
- C/2006 B1 (McNaught)
- C/2006 E1 (McNaught)
- C/2006 K1 (McNaught)
- C/2006 K3 (McNaught)
- C/2006 L2 (McNaught)
- C/2006 P1 (McNaught) (Wielka Kometa z 2007 roku)
- C/2006 Q1 (McNaught)
- C/2007 K6 (McNaught)
- C/2007 M1 (McNaught)
- C/2007 P1 (McNaught)
- C/2007 T1 (McNaught)
- C/2007 Y2 (McNaught)
- C/2008 A1 (McNaught)
- C/2008 J4 (McNaught)
- C/2009 F2 (McNaught)
- C/2009 F4 (McNaught)
- C/2009 F5 (McNaught)
- C/2009 K5 (McNaught)
- C/2009 R1 (McNaught)
- C/2009 T1 (McNaught)
- C/2010 J2 (McNaught)
- C/2011 C1 (McNaught)
- C/2011 G1 (McNaught)
- C/2011 L1 (McNaught)
- C/2011 L2 (McNaught)
- C/2011 L3 (McNaught)
- C/2011 N2 (McNaught)
- C/2011 Q2 (McNaught)
- C/2011 R1 (McNaught)
- C/2012 C1 (McNaught)
- C/2012 H2 (McNaught)
- C/2012 K6 (McNaught)
- C/2012 T4 (McNaught)
- C/2012 Y3 (McNaught)
- C/2013 A1 (Siding Spring)
- C/2013 E1 (McNaught)
- C/2013 F3 (McNaught)
- C/2013 G2 (McNaught)
- C/2013 G7 (McNaught)
- C/2013 J3 (McNaught)
- C/2013 O3 (McNaught)

Odkryte przez McNaughta komety krótkookresowe:

- 191P/McNaught
- 220P/McNaught
- 254P/McNaught
- 260P/McNaught
- 278P/McNaught
- 284P/McNaught
- 320P/McNaught
- 336P/McNaught
- 338P/McNaught
- 350P/McNaught
- 353P/McNaught
- 372P/McNaught
- 378P/McNaught
- 401P/McNaught
- 421P/McNaught
- 442P/McNaught
- 446P/McNaught
- P/2005 J1 (McNaught)
- P/2005 L1 (McNaught)
- P/2008 Y3 (McNaught)
- P/2009 Q5 (McNaught)
- P/2011 P1 (McNaught)
- P/2012 O1 (McNaught)
- P/2012 O2 (McNaught)
- P/2013 J2 (McNaught)

Współodkrycia komet:
- 130P/McNaught-Hughes (1991 IX, 1991y)
- 262P/McNaught-Russell (P/1994 X1, 1994 XXIV, 1994u)
- 318P/McNaught-Hartley (P/1994 N2, 1994 XXXI, 1994n)
- 319P/Catalina-McNaught (P/2008 S1, 2008 JK)
- C/1978 G2 (McNaught-Tritton) (1978 XXVII)
- C/1990 M1 (McNaught-Hughes) (1991 III, 1990g)
- C/1991 C3 (McNaught-Russell) (1990 XIX, 1991g)
- C/1991 Q1 (McNaught-Russell) (1992 XI, 1991v)
- C/1991 R1 (McNaught-Russell) (1990 XXII, 1991w)
- C/1993 Y1 (McNaught-Russell) (1994 XI, 1993v)
- C/1999 S2 (McNaught-Watson)
- C/1999 T1 (McNaught-Hartley)

## Lista odkrytych planetoid
| (3904) Honda        | 22 lutego 1988       |
| (4093) Bennett      | 7 listopada 1986     |
| (4128) UKSTU        | 28 stycznia 1988     |
| (4129) Richelen     | 22 lutego 1988       |
| (4220) Flood        | 22 lutego 1988       |
| (4456) Mawson       | 27 lipca 1989        |
| (4499) Davidallen   | 4 stycznia 1989      |
| (4504) Jenkinson    | 21 grudnia 1989      |
| (4638) Estens       | 2 marca 1989         |
| (4667) Robbiesh     | 4 listopada 1986     |
| (4678) Ninian       | 24 września 1990     |
| (4679) Sybil        | 9 października 1990  |
| (4699) Sootan       | 4 listopada 1986     |
| (4704) Sheena       | 28 stycznia 1988     |
| (4710) Wade         | 4 stycznia 1989      |
| (4713) Steel        | 26 sierpnia 1989     |
| (4953) 1990 MU      | 23 czerwca 1990      |
| (4956) Noymer       | 12 listopada 1990    |
| (4974) Elford       | 14 czerwca 1990      |
| (5007) Keay         | 20 października 1990 |
| (5061) McIntosh     | 22 lutego 1988       |
| (5066) Garradd      | 22 czerwca 1990      |
| (5068) Cragg        | 9 października 1990  |
| (5133) Phillipadams | 12 sierpnia 1990     |
| (5136) Baggaley     | 20 października 1990 |

| (5189) 1990 UQ       | 20 października 1990 |
| (5277) Brisbane      | 22 lutego 1988       |
| (5329) Decaro        | 21 grudnia 1989      |
| (5335) Damocles      | 18 lutego 1991       |
| (5378) Ellyett       | 9 kwietnia 1991      |
| (5380) Sprigg        | 7 maja 1991          |
| (5382) McKay         | 8 maja 1991          |
| (5441) Andymurray    | 8 maja 1991          |
| (5470) Kurtlindstrom | 28 stycznia 1988     |
| (5475) Hanskennedy   | 26 sierpnia 1989     |
| (5558) Johnnapier    | 24 listopada 1989    |
| (5604) 1992 FE       | 26 marca 1992        |
| (5625) Jamesferguson | 7 stycznia 1991      |
| (5627) 1991 MA       | 16 czerwca 1991      |
| (5645) 1990 SP       | 20 września 1990     |
| (5680) Nasmyth       | 30 grudnia 1989      |
| (5682) Beresford     | 9 października 1990  |
| (5691) Fredwatson    | 26 marca 1992        |
| (5739) Robertburns   | 24 listopada 1989    |
| (5742) 1990 TN4      | 9 października 1990  |
| (5747) 1991 CO3      | 10 lutego 1991       |
| (5782) Akirafujiwara | 7 stycznia 1991      |
| (5786) Talos         | 3 września 1991      |
| (5788) 1992 NJ       | 1 lipca 1992         |
| (5845) Davidbrewster | 19 sierpnia 1988     |

| (5883) Josephblack    | 6 listopada 1993     |
| (5914) Kathywhaler    | 20 listopada 1990    |
| (5961) Watt           | 30 grudnia 1989      |
| (6012) Williammurdoch | 22 września 1990     |
| (6019) Telford        | 3 września 1991      |
| (6021) 1991 TM        | 1 października 1991  |
| (6038) 1989 EQ        | 4 marca 1989         |
| (6053) 1993 BW3       | 30 stycznia 1993     |
| (6130) Hutton         | 24 września 1989     |
| (6194) Denali         | 12 października 1990 |
| (6316) Méndez         | 9 października 1990  |
| (6322) 1991 CQ        | 10 lutego 1991       |
| (6411) Tamaga         | 8 października 1993  |
| (6454) 1991 UG1       | 29 października 1991 |
| (6455) 1992 HE        | 25 kwietnia 1992     |
| (6461) Adam           | 4 listopada 1993     |
| (6523) Clube          | 1 października 1991  |
| (6564) Asher          | 25 stycznia 1992     |
| (6708) Bobbievaile    | 4 stycznia 1989      |
| (6870) Pauldavies     | 28 lipca 1992        |
| (6906) Johnmills      | 19 listopada 1990    |
| (6907) Harryford      | 19 listopada 1990    |
| (6916) Lewispearce    | 27 lipca 1992        |
| (6960) 1989 AL5       | 4 stycznia 1989      |
| (7096) Napier         | 3 listopada 1992     |

| (7120) Davidgavine     | 4 stycznia 1989      |
| (7170) Livesey         | 30 czerwca 1987      |
| (7177) Melvyntaylor    | 9 października 1990  |
| (7247) Robertstirling  | 12 października 1991 |
| (7345) Happer          | 28 lipca 1992        |
| (7350) 1993 VA         | 7 listopada 1993     |
| (7474) 1992 TC         | 1 października 1992  |
| (7482) 1994 PC1        | 9 sierpnia 1994      |
| (7582) 1990 WL         | 20 listopada 1990    |
| (7588) 1992 FJ1        | 24 marca 1992        |
| (7604) Kridsadaporn    | 31 sierpnia 1995     |
| (7660) Alexanderwilson | 5 listopada 1993     |
| (7761) 1990 SL         | 20 września 1990     |
| (7822) 1991 CS         | 13 lutego 1991       |
| (7839) 1994 ND         | 3 lipca 1994         |
| (7888) 1993 UC         | 20 października 1993 |
| (7977) 1977 QQ5        | 21 sierpnia 1977     |
| (8028) Joeengle        | 30 sierpnia 1991     |
| (8030) Williamknight   | 29 września 1991     |
| (8037) 1993 HO1        | 20 kwietnia 1993     |
| (8113) Matsue          | 21 kwietnia 1996     |
| (8115) Sakabe          | 24 kwietnia 1996     |
| (8176) 1991 WA         | 29 listopada 1991    |
| (8218) Hosty           | 8 maja 1996          |
| (8219) 1996 JL         | 10 maja 1996         |

| (8283) Edinburgh     | 30 września 1991    |
| (8368) Lamont        | 20 lutego 1991      |
| (8486) Asherschel    | 26 sierpnia 1989    |
| (8515) Corvan        | 4 września 1991     |
| (8653) 1990 KE       | 20 maja 1990        |
| (8654) 1990 KC1      | 20 maja 1990        |
| (8842) Bennetmcinnes | 20 maja 1990        |
| (8899) Hughmiller    | 22 września 1995    |
| (9047) 1991 QF       | 30 sierpnia 1991    |
| (9349) Lucas         | 30 września 1991    |
| (9391) Slee          | 14 sierpnia 1994    |
| (9583) Clerke        | 28 kwietnia 1990    |
| (9594) Garstang      | 4 września 1991     |
| (9714) Piazzismyth   | 1 czerwca 1975      |
| (9843) Braidwood     | 4 stycznia 1989     |
| (9850) Ralphcopeland | 9 października 1990 |
| 9853 l’Épée          | 7 stycznia 1991     |
| (9855) Thomasdick    | 7 lutego 1991       |
| (9857) Hecamede      | 10 marca 1991       |
| (9873) Freundlich    | 9 kwietnia 1992     |
| (9881) Sampson       | 25 września 1994    |
| (9899) Greaves       | 12 marca 1996       |
| (9984) Gregbryant    | 18 kwietnia 1996    |
| (9985) Akiko         | 12 maja 1996        |
| (10058) Ikwilliamson | 25 lutego 1988      |

| (10098) Jaymiematthews | 30 września 1991     |
| (10188) Yasuoyoneda    | 14 maja 1996         |
| (10342) 1991 TQ        | 1 października 1991  |
| (10511) 1989 OD        | 21 lipca 1989        |
| (10525) 1990 TO        | 12 października 1990 |
| (10736) Marybrück      | 22 lutego 1988       |
| (10737) Brück          | 25 lutego 1988       |
| (10773) Jamespaton     | 7 stycznia 1991      |
| (10841) Ericforbes     | 12 sierpnia 1994     |
| (11030) 1988 PK        | 13 sierpnia 1988     |
| (11036) 1989 AW5       | 4 stycznia 1989      |
| (11052) 1990 WM        | 20 listopada 1990    |
| (11062) 1991 SN        | 30 września 1991     |
| (11093) 1994 HD        | 17 kwietnia 1994     |
| (11597) 1995 KL1       | 31 maja 1995         |
| (11889) 1991 AH2       | 7 stycznia 1991      |
| (11890) 1991 FF        | 18 marca 1991        |
| (11903) 1991 RD7       | 2 września 1991      |
| (12263) 1989 YA4       | 30 grudnia 1989      |
| (12273) 1990 TS4       | 9 października 1990  |
| (12305) 1991 TE1       | 12 października 1991 |
| (12378) Johnston       | 15 sierpnia 1994     |
| (12446) Juliabryant    | 15 sierpnia 1996     |
| (12705) 1990 TJ        | 12 października 1990 |
| (12732) 1991 TN        | 1 października 1991  |

| (12819) Susumutakahasi | 12 maja 1996         |
| (13016) 1988 DB5       | 25 lutego 1988       |
| (13020) 1988 PW2       | 10 sierpnia 1988     |
| (13036) 1989 YO3       | 30 grudnia 1989      |
| (13060) 1991 EJ        | 10 marca 1991        |
| (13110) 1993 LS1       | 15 czerwca 1993      |
| (13120) 1993 VU7       | 4 listopada 1993     |
| (13176) Kobedaitenken  | 21 kwietnia 1996     |
| (13505) 1989 AB3       | 4 stycznia 1989      |
| (13506) 1989 AF3       | 4 stycznia 1989      |
| (13507) 1989 AN5       | 4 stycznia 1989      |
| (13517) 1990 UU1       | 20 października 1990 |
| (13522) 1991 FG        | 18 marca 1991        |
| (13537) 1991 SG        | 29 września 1991     |
| (13538) 1991 ST        | 30 września 1991     |
| (13539) 1991 TY        | 2 października 1991  |
| (13551) Gadsden        | 26 marca 1992        |
| (13929) 1988 PL        | 13 sierpnia 1988     |
| (13953) 1990 TO4       | 9 października 1990  |
| (13957) NARIT          | 7 stycznia 1991      |
| (13968) 1991 RE7       | 2 września 1991      |
| (14374) 1989 SA        | 21 września 1989     |
| (14409) 1991 RM1       | 5 września 1991      |
| (14420) Massey         | 30 września 1991     |
| (14421) 1991 SA1       | 30 września 1991     |

| (14464) 1993 HC1 | 21 kwietnia 1993     |
| (14471) 1993 SG1 | 21 września 1993     |
| (14879) 1991 AL2 | 7 stycznia 1991      |
| (15227) 1986 VA  | 4 listopada 1986     |
| (15234) 1988 BJ5 | 28 stycznia 1988     |
| (15235) 1988 DA5 | 25 lutego 1988       |
| (15270) 1991 AE2 | 7 stycznia 1991      |
| (15289) 1991 TL  | 1 października 1991  |
| (15290) 1991 TF1 | 12 października 1991 |
| (15334) 1993 UE  | 20 października 1993 |
| (15337) 1993 VT2 | 7 listopada 1993     |
| (15368) Katsuji  | 14 maja 1996         |
| (15725) 1990 TX4 | 9 października 1990  |
| (15726) 1990 TG5 | 9 października 1990  |
| (15848) 1995 YJ4 | 28 grudnia 1995      |
| (16440) 1989 EN5 | 2 marca 1989         |
| (16460) 1989 YF1 | 30 grudnia 1989      |
| (16468) 1990 HW1 | 27 kwietnia 1990     |
| (16489) 1990 SG  | 17 września 1990     |
| (16504) 1990 TR5 | 9 października 1990  |
| (16506) 1990 UH1 | 20 października 1990 |
| (16517) 1990 WD  | 19 listopada 1990    |
| (16657) 1993 UB  | 23 października 1993 |
| (17411) 1988 DF3 | 22 lutego 1988       |
| (17425) 1989 AM3 | 4 stycznia 1989      |

| (17448) 1990 HU1       | 27 kwietnia 1990     |
| (17485) 1991 RP9       | 5 września 1991      |
| (17487) 1991 SY        | 30 września 1991     |
| (17503) Celestechild   | 26 marca 1992        |
| (17555) Kenkennedy     | 4 listopada 1993     |
| (17640) Mount Stromlo  | 15 sierpnia 1996     |
| (18376) Quirk          | 30 września 1991     |
| (18377) Vetter         | 28 września 1991     |
| (18393) 1992 QB        | 19 sierpnia 1992     |
| (18412) Kruszelnicki   | 13 czerwca 1993      |
| (18413) Adamspencer    | 13 czerwca 1993      |
| (18496) 1996 JN1       | 9 maja 1996          |
| (18506) 1996 PY6       | 15 sierpnia 1996     |
| (18514) 1996 TE11      | 14 października 1996 |
| (19146) 1989 YY        | 30 grudnia 1989      |
| (19147) 1989 YV4       | 30 grudnia 1989      |
| (19151) 1990 KD1       | 20 maja 1990         |
| (19170) 1991 FH        | 18 marca 1991        |
| (19181) 1991 SD1       | 30 września 1991     |
| (19261) 1995 MB        | 21 czerwca 1995      |
| (19986) 1990 KD        | 20 maja 1990         |
| (20002) Tillysmith     | 10 marca 1991        |
| (20015) 1991 SR        | 30 września 1991     |
| (20043) Ellenmacarthur | 2 marca 1993         |
| (20086) 1994 LW        | 12 czerwca 1994      |

| (20111) 1995 SO5  | 22 września 1995     |
| (20494) 1999 PM1  | 3 sierpnia 1999      |
| (20691) 1999 VY72 | 11 listopada 1999    |
| (21005) 1988 BF5  | 28 stycznia 1988     |
| (21063) 1991 JC2  | 8 maja 1991          |
| (21073) Darksky   | 4 września 1991      |
| (21100) 1992 OB   | 26 lipca 1992        |
| (21150) 1993 LF1  | 13 czerwca 1993      |
| (21151) 1993 LO1  | 13 czerwca 1993      |
| (21153) 1993 MF1  | 18 czerwca 1993      |
| (21193) 1994 PJ1  | 14 sierpnia 1994     |
| (21194) 1994 PN1  | 11 sierpnia 1994     |
| (21262) Kanba     | 24 kwietnia 1996     |
| (22326) 1991 SZ   | 30 września 1991     |
| (22327) 1991 TS   | 1 października 1991  |
| (22367) 1993 MZ   | 18 czerwca 1993      |
| (23183) 2000 OY21 | 28 lipca 2000        |
| (23449) 1988 BG5  | 28 stycznia 1988     |
| (23453) 1988 QR   | 19 sierpnia 1988     |
| (23474) 1990 UX1  | 20 października 1990 |
| (23480) 1991 EL   | 10 marca 1991        |
| (23493) 1991 SO   | 30 września 1991     |
| (23615) 1996 FK12 | 28 marca 1996        |
| (24660) 1988 BH5  | 28 stycznia 1988     |
| (24672) 1989 OJ   | 27 lipca 1989        |

| (24680) Alleven   | 30 grudnia 1989      |
| (24688) 1990 KE1  | 20 maja 1990         |
| (24698) 1990 TU4  | 9 października 1990  |
| (24718) 1991 SW   | 30 września 1991     |
| (24719) 1991 SE1  | 30 września 1991     |
| (24721) 1991 TJ   | 1 października 1991  |
| (24722) 1991 TK   | 1 października 1991  |
| (24819) 1994 XY4  | 6 grudnia 1994       |
| (26098) 1989 AN3  | 4 stycznia 1989      |
| (26118) 1991 TH   | 1 października 1991  |
| (26142) 1994 PL1  | 3 sierpnia 1994      |
| (26152) 1994 UF   | 24 października 1994 |
| (26903) 1995 YT3  | 20 grudnia 1995      |
| (27723) 1990 QA   | 19 sierpnia 1990     |
| (27738) 1990 TT4  | 9 października 1990  |
| (27743) 1990 VM   | 8 listopada 1990     |
| (27760) 1991 RB7  | 2 września 1991      |
| (27766) 1991 TO   | 1 października 1991  |
| (27767) 1991 TP   | 1 października 1991  |
| (27784) 1992 OE   | 27 lipca 1992        |
| (27842) 1994 QJ   | 28 sierpnia 1994     |
| (28395) 1999 RZ42 | 3 września 1999      |
| (29143) 1988 DK   | 22 lutego 1988       |
| (29213) 1991 SJ   | 29 września 1991     |
| (30795) 1989 AR5  | 4 stycznia 1989      |

| (30808) 1989 YA2   | 30 grudnia 1989      |
| (30824) 1990 TD    | 9 października 1990  |
| (30930) 1993 UF    | 20 października 1993 |
| (30969) 1995 BP2   | 29 stycznia 1995     |
| (31017) 1996 EH2   | 15 marca 1996        |
| (31044) 1996 NY    | 11 lipca 1996        |
| (32171) 2000 ND10  | 1 lipca 2000         |
| (32802) 1990 SK    | 20 września 1990     |
| (35107) 1991 VH    | 9 listopada 1991     |
| (35134) 1992 RE    | 4 września 1992      |
| (35159) 1993 LH1   | 13 czerwca 1993      |
| (35183) 1993 UY2   | 20 października 1993 |
| (35198) 1994 PM1   | 9 sierpnia 1994      |
| (37638) 1993 VB    | 6 listopada 1993     |
| (37649) 1994 FC    | 19 marca 1994        |
| (37650) 1994 FP    | 21 marca 1994        |
| (39532) 1990 HZ1   | 27 kwietnia 1990     |
| (39561) 1992 QA    | 19 sierpnia 1992     |
| (39563) 1992 RB    | 2 września 1992      |
| (39591) 1993 LR1   | 15 czerwca 1993      |
| (39618) 1994 LT    | 12 czerwca 1994      |
| (39636) 1995 BQ2   | 29 stycznia 1995     |
| (41504) 2000 QY148 | 29 sierpnia 2000     |
| (42490) 1991 SU    | 30 września 1991     |
| (42491) 1991 TF    | 1 października 1991  |

| (42847) 1999 RC43 | 11 września 1999     |
| (42930) 1999 TM11 | 6 października 1999  |
| (42933) 1999 TR19 | 15 października 1999 |
| (43764) 1988 BL5  | 28 stycznia 1988     |
| (43797) 1991 AF2  | 7 stycznia 1991      |
| (43869) 1994 RD11 | 10 września 1994     |
| (46544) 1988 QO   | 19 sierpnia 1988     |
| (46568) Stevenlee | 30 września 1991     |
| (46597) 1993 DK2  | 24 lutego 1993       |
| (46605) 1993 HQ1  | 18 kwietnia 1993     |
| (46667) 1996 HM2  | 18 kwietnia 1996     |
| (48438) 1989 WJ2  | 21 listopada 1989    |
| (48440) 1989 YO2  | 30 grudnia 1989      |
| (48462) 1991 RT6  | 3 września 1991      |
| (48467) 1991 SB1  | 30 września 1991     |
| (48527) 1993 LC1  | 13 czerwca 1993      |
| (48560) 1993 UX2  | 20 października 1993 |
| (48561) 1993 UZ2  | 21 października 1993 |
| (48605) 1995 CW1  | 7 lutego 1995        |
| (50365) 2000 CP77 | 7 lutego 2000        |
| (52290) 1990 SF   | 17 września 1990     |
| (52297) 1991 CH2  | 12 lutego 1991       |
| (52310) 1991 VJ   | 9 listopada 1991     |
| (52338) 1992 RH1  | 2 września 1992      |
| (52439) 1994 QL   | 16 sierpnia 1994     |

| (52440) 1994 QN    | 26 sierpnia 1994     |
| (52460) 1995 DA3   | 24 lutego 1995       |
| (55740) 1989 YL2   | 30 grudnia 1989      |
| (55770) 1992 OW    | 28 lipca 1992        |
| (56801) 2000 PF9   | 6 sierpnia 2000      |
| (58177) 1990 TB6   | 9 października 1990  |
| (58178) 1990 UY1   | 20 października 1990 |
| (58187) 1991 TD    | 1 października 1991  |
| (58291) 1994 GA    | 1 kwietnia 1994      |
| (58296) 1994 LF1   | 2 czerwca 1994       |
| (58325) 1994 RE11  | 11 września 1994     |
| (58330) 1994 TK    | 3 października 1994  |
| (58419) 1996 BD4   | 26 stycznia 1996     |
| (59798) 1999 PO1   | 3 sierpnia 1999      |
| (61349) 2000 PD9   | 6 sierpnia 2000      |
| (61350) 2000 PL9   | 6 sierpnia 2000      |
| (61731) 2000 QV148 | 29 sierpnia 2000     |
| (65671) 1988 DE3   | 22 lutego 1988       |
| (65690) 1991 DG    | 20 lutego 1991       |
| (65706) 1992 NA    | 1 lipca 1992         |
| (65717) 1993 BX3   | 31 stycznia 1993     |
| (65730) 1993 LP1   | 14 czerwca 1993      |
| (65750) 1993 UV2   | 20 października 1993 |
| (68728) 2002 EP6   | 6 marca 2002         |
| (69307) 1992 ON    | 28 lipca 1992        |

| (69331) 1993 LE1  | 13 czerwca 1993      |
| (69332) 1993 LJ1  | 13 czerwca 1993      |
| (69401) 1995 QV3  | 26 sierpnia 1995     |
| (70453) 1999 TS19 | 15 października 1999 |
| (73674) 1988 BN5  | 28 stycznia 1988     |
| (73698) 1991 TE   | 1 października 1991  |
| (73804) 1995 RG   | 3 września 1995      |
| (74820) 1999 TN11 | 7 października 1999  |
| (79139) 1991 SP   | 30 września 1991     |
| (79141) 1991 TB   | 1 października 1991  |
| (79220) 1994 PO1  | 12 sierpnia 1994     |
| (85159) 1988 DL   | 22 lutego 1988       |
| (85166) 1989 OC   | 21 lipca 1989        |
| (85212) 1992 RF   | 4 września 1992      |
| (85236) 1993 KH   | 24 maja 1993         |
| (86067) 1999 RM28 | 3 września 1999      |
| (86480) 2000 CT97 | 9 lutego 2000        |
| (87275) 2000 PZ8  | 4 sierpnia 2000      |
| (87276) 2000 PE9  | 6 sierpnia 2000      |
| (90705) 1989 AZ5  | 4 stycznia 1989      |
| (90710) 1990 TF6  | 9 października 1990  |
| (90731) 1992 OC   | 26 lipca 1992        |
| (90809) 1995 DX2  | 24 lutego 1995       |
| (90810) 1995 DY2  | 24 lutego 1995       |
| (90862) 1996 KM1  | 22 maja 1996         |

| (92587) 2000 PH9    | 6 sierpnia 2000     |
| (93048) 2000 SB7    | 22 września 2000    |
| (94045) 2000 XO54   | 11 grudnia 2000     |
| (95683) 2002 JA     | 2 maja 2002         |
| (96179) 1988 DX4    | 25 lutego 1988      |
| (96237) 1993 VL1    | 4 listopada 1993    |
| (97520) 2000 DA18   | 25 lutego 2000      |
| (100044) 1991 TX    | 1 października 1991 |
| (100118) 1993 LG1   | 13 czerwca 1993     |
| (100201) 1994 FD    | 19 marca 1994       |
| (100202) 1994 GB    | 2 kwietnia 1994     |
| (100276) 1994 XV    | 6 grudnia 1994      |
| (100333) 1995 SN5   | 22 września 1995    |
| (101969) 1999 RJ45  | 13 września 1999    |
| (103806) 2000 DZ17  | 25 lutego 2000      |
| (105107) 2000 LY14  | 2 czerwca 2000      |
| (105211) Sanden     | 29 lipca 2000       |
| (119904) 2002 EX6   | 6 marca 2002        |
| (120152) 2003 HJ1   | 21 kwietnia 2003    |
| (120640) 1996 PN    | 9 sierpnia 1996     |
| (122215) 2000 NE10  | 1 lipca 2000        |
| (127451) 2002 PZ140 | 14 sierpnia 2002    |
| (127934) 2003 HK1   | 22 kwietnia 2003    |
| (129493) 1995 BM2   | 29 stycznia 1995    |
| (132161) 2002 EZ6   | 6 marca 2002        |

| (132790) 2002 PW140 | 14 sierpnia 2002    |
| (134366) 1995 LC    | 1 czerwca 1995      |
| (134371) 1995 RH    | 3 września 1995     |
| (134380) 1995 YH4   | 28 grudnia 1995     |
| (135737) 2002 PV140 | 14 sierpnia 2002    |
| (135738) 2002 PX140 | 14 sierpnia 2002    |
| (136121) 2003 OA    | 18 lipca 2003       |
| (136770) 1996 PC1   | 11 sierpnia 1996    |
| (139462) 2001 OD84  | 22 lipca 2001       |
| (141492) 2002 EB7   | 6 marca 2002        |
| (148513) 2001 OE113 | 22 lipca 2001       |
| (152558) 1990 SA    | 16 września 1990    |
| (152561) 1991 RB    | 4 września 1991     |
| (153031) 2000 PM9   | 6 sierpnia 2000     |
| (154594) 2003 OB    | 18 lipca 2003       |
| (158013) 2000 QW148 | 29 sierpnia 2000    |
| (159367) 1977 OX    | 22 lipca 1977       |
| (160019) 1994 FE    | 19 marca 1994       |
| (160325) 2003 NV1   | 2 lipca 2003        |
| (160509) 1990 EG5   | 4 marca 1990        |
| (162003) 1991 TG    | 1 października 1991 |
| (162014) 1994 RF11  | 11 września 1994    |
| (162015) 1994 TF2   | 5 października 1994 |
| (162039) 1996 JG    | 8 maja 1996         |
| (163189) 2002 EU6   | 6 marca 2002        |

| (166485) 2002 PA141 | 14 sierpnia 2002  |
| (168334) 1994 PQ1   | 12 sierpnia 1994  |
| (175706) 1996 FG3   | 24 marca 1996     |
| (180825) 2005 GS9   | 2 kwietnia 2005   |
| (181748) 1996 DC2   | 26 lutego 1996    |
| (183029) 2002 PU140 | 14 sierpnia 2002  |
| (191096) 2002 EO6   | 6 marca 2002      |
| (192290) 1989 QT    | 26 sierpnia 1989  |
| (196415) 2003 HE    | 24 kwietnia 2003  |
| (196516) 2003 OJ    | 18 lipca 2003     |
| (201500) 2003 LV2   | 2 czerwca 2003    |
| (210831) 2001 OB84  | 17 lipca 2001     |
| (213008) 1995 DB3   | 24 lutego 1995    |
| (215100) 1992 RD    | 2 września 1992   |
| (215101) 1995 LB    | 1 czerwca 1995    |
| (215591) 2003 OH    | 18 lipca 2003     |
| (222829) 2002 EG7   | 6 marca 2002      |
| (225333) 1998 QB105 | 30 sierpnia 1998  |
| (229915) 1990 SH    | 17 września 1990  |
| (229958) 1999 RD43  | 13 września 1999  |
| (231786) 2000 CU97  | 9 lutego 2000     |
| (238116) 2003 OE    | 18 lipca 2003     |
| (242493) 2004 WO12  | 22 listopada 2004 |
| (244274) 2002 EC7   | 6 marca 2002      |
| (246877) 1995 DZ2   | 24 lutego 1995    |

| (247742) 2003 LJ6   | 8 czerwca 2003       |
| (272282) 2005 SX    | 22 września 2005     |
| (282357) 2003 HL1   | 22 kwietnia 2003     |
| (297244) 1994 UW1   | 29 października 1994 |
| (297249) 1995 DQ2   | 25 lutego 1995       |
| (301855) 1995 CY1   | 7 lutego 1995        |
| (306611) 2000 PA9   | 4 sierpnia 2000      |
| (322074) 2010 VB112 | 13 kwietnia 2004     |
| (322532) 2011 YQ20  | 31 marca 2004        |
| (322716) 2000 PG9   | 6 sierpnia 2000      |
| (322928) 2002 ET6   | 6 marca 2002         |
| (326485) 2002 EQ6   | 6 marca 2002         |
| (326487) 2002 EC51  | 6 marca 2002         |
| (333929) 1999 UP2   | 16 października 1999 |
| (334768) 2003 SR76  | 18 września 2003     |
| (337245) 2000 QX148 | 29 sierpnia 2000     |
| (347786) 2002 EY6   | 6 marca 2002         |
| (350518) 2000 CH72  | 4 lutego 2000        |
| (360192) 1991 FB    | 18 marca 1991        |
| (376713) 1995 WQ5   | 24 listopada 1995    |
| (380162) 2000 PB9   | 6 sierpnia 2000      |
| (380502) 2004 DZ69  | 4 stycznia 2004      |
| (382395) 1990 SM    | 22 września 1990     |
| (382825) 2003 XB22  | 15 grudnia 2003      |
| (399785) 2005 NM63  | 5 lipca 2005         |

| (415690) 1992 UB    | 21 października 1992 |
| (423325) 2005 GT9   | 2 kwietnia 2005      |
| (427510) 2002 ES6   | 6 marca 2002         |
| (433940) 1995 QX9   | 18 sierpnia 1995     |
| (434084) 2002 CA19  | 6 lutego 2002        |
| (455172) 1999 QJ    | 17 sierpnia 1999     |
| (480808) 1994 XL1   | 6 grudnia 1994       |
| (480825) 1999 PL1   | 3 sierpnia 1999      |
| (551254) 2013 AR58  | 6 marca 2002         |
| (568112) 2003 RU28  | 5 września 2003      |
| (568625) 2004 NY33  | 15 lipca 2004        |
| (572574) 2008 RB143 | 7 marca 2002         |
| (582394) 2015 TR241 | 6 marca 2002         |
| (592455) 2014 WH330 | 5 września 2003      |
| (604035) 2015 KR58  | 6 marca 2002         |
| (608948) 2004 OJ17  | 22 lipca 2004        |
| (612219) 2001 MM8   | 20 czerwca 2001      |

1. 1 2 3 4  Wspólnie z Hiroshim Abe.
2. 1 2 3 4  Wspólnie z Yasukazu Ikari.
3. ↑  Wspólnie z Takuo Kojimą.
4. 1 2 3 4 5 6  Wspólnie z Jackiem Childem.
5. ↑  Wspólnie z P. McKenzie.
6. 1 2  Wspólnie z Gordonem Garraddem.